# Mühldorf bei Feldbach
Mühldorf bei Feldbach là một đô thị thuộc huyện Feldbach trong bang Steiermark, nước Áo. Đô thị Mühldorf bei Feldbach có diện tích 17,61 km², dân số cuối năm 2005 là 290 người.